# Priemershof
Priemershof (oberfränkisch: Briemeasch-huf) ist ein Gemeindeteil der Großen Kreisstadt Kulmbach im Landkreis Kulmbach (Oberfranken, Bayern). Priemershof liegt in der Gemarkung Metzdorf.

## Geografie
Der ehemalige Weiler ist als Ortsstraße Priemershofer Weg am rechten Ufer des Weißen Mains im Gemeindeteil Ziegelhütten aufgegangen. Sie mündet westlich in die Saalfelder Straße (=Bundesstraße 85) ein. Ein Baum ist als Naturdenkmal geschützt.

## Geschichte
Der Ort wurde 1338 als „Primstorff“ erstmals urkundlich erwähnt. Während des Zweiten Markgrafenkrieges (1553/54) wurde die Plassenburg belagert und die umliegenden Orte verwüstet. Da ab 1608 nur noch vom „Primmershof“ die Rede war, kann angenommen werden, dass auch dieser Ort nicht mehr wiederhergestellt wurde. Das Bestimmungswort ist Bridmar, der Personenname des Siedlungsgründers.
Gegen Ende des 18. Jahrhunderts bestand Priemershof aus zwei Anwesen (ein Gütlein und ein Wohnhaus). Das Hochgericht übte das bayreuthische Stadtvogteiamt Kulmbach aus. Das Kastenamt Kulmbach ist Grundherr der beiden Anwesen.
Von 1797 bis 1810 unterstand der Ort dem Justiz- und Kammeramt Kulmbach. Mit dem Gemeindeedikt wurde Priemershof dem 1811 gebildeten Steuerdistrikt Burghaig und der 1812 gebildeten gleichnamigen Ruralgemeinde zugewiesen. Ab 1818 gehörte er zur Ruralgemeinde Metzdorf. Am 1. April 1946 wurde Priemershof nach Kulmbach eingegliedert.

### Einwohnerentwicklung
| Jahr      | 001818 | 001861 | 001871 | 001885 | 001900 | 001925 | 001950 | 001961 | 001970 | 001987 |
| Einwohner | 2      | 15     | 4      | 7      | 6      | 12     | 22     | 15     | 26     | *      |
| Häuser    | 1      |        |        | 1      | 2      | 2      | 2      | 1      |        | *      |
| Quelle    | [ 7 ]  | [ 10 ] | [ 11 ] | [ 12 ] | [ 13 ] | [ 14 ] | [ 15 ] | [ 16 ] | [ 17 ] | [ 18 ] |

## Religion
Priemershof ist seit der Reformation evangelisch-lutherisch geprägt und war ursprünglich nach St. Petrus (Kulmbach) gepfarrt, seit der zweiten Hälfte des 20. Jahrhunderts ist die Pfarrei Friedenskirche (Ziegelhütten) zuständig.